# Here Comes Trouble (film 1936)
Here Comes Trouble è un film statunitense del 1936 diretto da Lewis Seiler.

## Produzione
Le riprese del film, prodotto dalla Twentieth Century Fox Film Corporation con i titoli di lavorazione The Roughneck e The Black Gang, durarono dal 9 al 31 dicembre 1935.

## Distribuzione
Il copyright del film, richiesto dalla Twentieth Century-Fox Film Corp., fu registrato il 21 febbraio 1936 con il numero LP6417.
Distribuito dalla Twentieth Century Fox Film Corporation, il film uscì nelle sale cinematografiche statunitensi il 21 febbraio 1936. In Argentina, gli venne dato il titolo Llegaron los problemas, in Austria quello di Piraten an Bord.